# Сканери уразливості
Ска́нери вразли́востей — програмні або апаратні засоби для здійснення діагностики і моніторингу мережних комп'ютерів, що дозволяє сканувати мережі, комп'ютери та програми на предмет виявлення можливих проблем у системі безпеки, оцінювати і усувати уразливості.
Сканери вразливостей дозволяють перевірити різні додатки в системі на предмет наявності «дірок», якими можуть скористатися зловмисники. Також можуть бути використані низькорівневі засоби, такі як сканер портів, для виявлення й аналізу можливих додатків і протоколів, що виконуються в системі.

## Типи сканерів вразливостей
Роботу сканера вразливостей можна розбити на 4 етапи:
- Зазвичай, сканер спочатку виявляє активні IP-адреси, відкриті порти, запущену операційну систему і додатки.
- Складається звіт про безпеку (необов'язковий крок).
- Спроба визначити рівень можливого втручання в операційну систему або додатки (може спричинити збій).
- На заключному етапі сканер може скористатися вразливістю, викликавши збій операційної системи або програми.

Сканери можуть бути шкідливими або «дружніми». Останні зазвичай зупиняються в своїх діях на кроці 2 або 3, але ніколи не доходять до кроку 4.
Серед сканерів вразливостей можна виділити:
- сканер портів
- Сканери, що досліджують топологію комп'ютерної мережі
- Сканери, що досліджують уразливості мережевих сервісів
- Мережеві «черв'яки»
- CGI-сканери («дружні» — допомагають знайти вразливі скрипти)

## Десятка сканерів уразливості (2006)
- Nessus: Оцінка вразливостей під UNIX
- GFI LANguard: Комерційний сканер мережевих вразливостей під Windows
- Retina: Комерційний сканер для оцінки вразливостей
- Core Impact: Автоматизований продукт для тестування несанкціонованих проникнень в систему
- ISS Internet Scanner: Оцінка вразливостей на рівні додатків
- X-scan: Сканер для дослідження мережевих вразливостей
- Sara: Security Auditor's Research Assistant
- QualysGuard: Сканер вразливостей (вебсервіс)
- SAINT: Security Administrator's Integrated Network Tool
- MBSA: Microsoft Baseline Security Analyzer

Інші відомі сканери вразливостей:
- Nikto — perl сканер вразливостей
- Wikto — для Windows
- Paros proxy — Проксі-сервер для аналізу web-додатків і оцінки їх безпеки
- WebScarab — дозволяє контролювати мережевий трафік між сервером і браузером
- WebInspect — потужний сканер web додатків
- Whisker / libwhisker — Сканер, що дозволяє протестувати HTTP сервер на наявність більшості відомих дірок, зокрема, присутніх в CGI
- Burp Suite — Комплексний сканер для аналізу безпеки web додатків
- XSpider
- OpenVAS
- ERPScan сканер безпеки SAP
- SurfPatrol